# Ryan Bowman
Ryan Bowman, né le 30 novembre 1991 à Carlisle, est un footballeur anglais. Il évolue au poste d'attaquant à Shrewsbury Town.

## Biographie
Il inscrit 15 buts en cinquième division anglaise lors de la saison 2012-2013 avec le club d'Hereford United. Il marque ensuite 12 buts dans ce même championnat en 2014-2015 avec Torquay United, puis 16 buts en 2015-2016 avec le Gateshead FC.
Le 2 janvier 2019, il rejoint Exeter City.
Le 17 juin 2021, il rejoint Shrewsbury Town.

## Palmarès
- Finaliste de la Coupe de la Ligue écossaise en 2017 avec le Motherwell FC
- Finaliste de la Coupe d'Écosse en 2018 avec Motherwell